# سیارک ۴۲۷۵
سیارک ۴۲۷۵ (به انگلیسی: 4275 Bogustafson، نامگذاری:1981EW14) چهار هزار و دویست و هفتاد و پنجمین سیارک کشف شده‌است که در ۱ مارس ۱۹۸۱ کشف شد.
قدر مطلق سیارک برابر ۱۴٫۳۰ است.